# Bernard de Boisfleury
 (septembre 2023).
Bernard de Boisfleury, né le 26 mars 1921 à Plappeville et mort le 30 mars 2014 à Paris,, est un général et résistant français.

## Biographie
Bernard de Boisfleury est le fils d'Yves Potiron de Boisfleury, lieutenant-colonel d'artillerie, puis industriel, et d'Yvonne Filiol de Raimond. Il est l’aîné  d’une fratrie de six enfants. Il épouse Claude Poinçon de La Blanchardière.
Élève de l'École spéciale militaire de Saint-Cyr, il rejoint en tant qu'officier de liaison, après la fermeture de l'école (1942), l'Organisation de résistance de l'armée (ORA). Il est blessé lors de la Libération (juillet 1944).
Il prend part ensuite à la guerre d'Indochine puis à celle d'Algérie. Il commande le 1er régiment de hussards parachutistes de 1964 à 1966.
Il est affecté à l'état-major particulier du général de Gaulle.
Il est promu général de corps d'armée, inspecteur général des forces opérationnelles, air, mer, terre.
En 1976, il est nommé président de la Commission Armées-Jeunesse.
Par la suite, il est président l'Association générale de prévoyance militaire (1981) et président délégué de l'association des anciens de I'ORA.

## Décorations
- Commandeur de la Légion d'honneur
- Croix de guerre 1939-1945
- Médaille de la Résistance

## Publications
- L'armée en résistance : France, 1940-1944, préface d'Henri Amouroux (2005)

## Sources
- Éric Chiaradia, L'entourage du général de Gaulle : juin 1958-avril 1969, 2011
- Alain Vincenot, La France résistante : histoires des héros ordinaires, 2004
- Claude d'Abzac-Epezy, “Bernard de Boisfleury, L’Armée en Résistance, France 1940-1944”, Revue historique des armées, 245 | 2006